# For din skyld
"For din skyld" ("Por atenção a ti") foi a canção dinamarquesa no Festival Eurovisão da Canção 1965 que teve lugar em Nápoles em 20 de março desse ano.
A referida canção foi interpretada em dinamarquês por Birgit Brüel. Foi a décima-quarta canção a ser interpretada na noite do festival, a seguir à canção italiana "Se piangi, se ridi", cantada por Bobby Solo e antes da canção luxemburguesa "Poupée de cire, poupée de son", cantada por France Gall. A canção dinamarquesa) terminou em sétimo lugar (entre 18 participantes), tendo recebido 10 pontos. No ano seguinte, a Dinamarca fez-se representar com Ulla Pia que interpretou o tema  "Stop - mens legen er go'".

## Autores
- Letrista: Poul Henningsen
- Compositor:Jørgen Jersild
- Orquestrador: Arne Lamberth

## Letra
A canção é uma balada, com Bruël explicando que ela procede de uma maneira feminina para dar atenção ao seu amante, todavia ela preferia que ele não exigisse isso dela. Ela diz que "Eu não me interesso por homens que são homens/mas por homens que são humanos". .